# 爱德华·雅各布森
爱德华·雅各布森（英語：Edward Jacobson，1891年6月17日—1955年10月25日），美国犹太商人，美国总统哈利·S·杜鲁门的生意伙伴和好友。

## 生平
雅各布森早年是密蘇里州的服裝店職員，後來從軍，一次大戰期間，杜魯門慷慨從征，在奧克拉荷馬州受訓期間，被任命為軍中福利站經理，販賣香菸、汽水、糖果、零嘴等，生意繁忙，當時雅各布森也在軍中，於是成為杜魯門的副手，一起經營，兩人也因此成為好友。
小羅斯福過世，杜魯門依法繼位為美國總統，雅各布森聽說二次大戰猶太大屠殺的悲劇之後，他就去拜訪杜魯門總統。同時美國猶太社群領袖也知道雅各布森是總統的朋友，就密切的遊說雅各布森為猶太族群爭取權益，雅各布森聽了納粹魔爪下倖存者的報告，於是更積極地請求杜魯門總統支持猶太人。1948年3月13日，雅各布森前往白宮成功說服杜魯門總統接見錫安主義運動的領袖哈伊姆·魏茨曼博士。
1948年5月14日，美國成為全世界第一個外交承認以色列的國家，雅各布森可說是居功厥偉。

## 年表
- 1891年：出生於紐約市
- 1893年：舉家遷移至堪薩斯州李文渥斯。
- 1905年：舉家遷移到密蘇里州堪薩斯市。
- 19歲時：在堪薩斯市一間服裝店當店員。
- 1917年-1919年：應徵招入伍，服役於美國陸軍第35師60旅129砲兵營。
- 1919年-1922年：與哈利·S·杜魯門合夥在密蘇里州堪薩斯市合夥在西12街104號開一間杜魯門與雅各森男裝服飾店。
- 1922年-1945年：經營男裝經銷。
- 1945年-1955年：創立艾迪雅各森西港男裝。
- 1947年-1948年：敦請杜魯門總統在英屬巴勒斯坦託管地（現今以色列）支持建立猶太人的家園。
- 1955年：逝世於堪薩斯城